# داروينية شاملة
تشير الداروينية الشاملة (التي تعرف أيضًا باسم الداروينية العامة، نظرية الاصطفاء الشاملة، أو الميتافيزيقيا الداروينية) إلى مجموعة متنوعة من النهج التي تأخذ النظرية الداروينية إلى ما هو أبعد من مجالها الأصلي وهو التطور البيولوجي على الأرض. تهدف الداروينية الشاملة إلى صياغة نسخة معممة من آليات التنوع والاصطفاء والوراثة التي اقترحها تشارلز داروين، يمكن أن تُطبق لشرح التطور في مجموعة واسعة من المجالات الأخرى، منها علم النفس والاقتصاد والثقافة والطب وعلوم الحاسوب والفيزياء.

## الآليات الأساسية
تنص نظرية التطور لتشارلز داروين بشكلها الأساسي على أن الكائنات الحية تتطور وتتكيف مع بيئتها من خلال عملية تكرارية. يمكن تصور هذه العملية على أنها خوارزمية تطورية تبحث في فضاء الأنماط الممكنة (مخططات الصلاحية) لإيجاد الأفضل تكيفًا. تضم العملية ثلاثة مكونات:
- تنوع (اختلاف) نمط أو قالب معين. وهو عادة (وليس بالضرورة) عملية عمياء أو عشوائية، تحدث من خلال الطفرة أو إعادة التركيب.
- انتقاء (اصطفاء) الأنماط الأصلح، أي الأنسب للبقاء على قيد الحياة والتكاثر في بيئتها الخاصة. يجري التخلص من الأنماط غير الصالحة.
- التوريث أو البقاء، وهذا يعني بقاء ميزات الأنواع الصالحة وانتقالها، للنسل على سبيل المثال.

بعد بقائها، يمكن أن تخضع الأنماط الأصلح مجددًا للاختلاف، إما مباشرة أو في الذرية، وتبدأ جولة جديدة من التكرار. تشبه الآلية بكاملها حل المشاكل باستخدام التجربة والخطأ أو التوليد والاختبار: يمكن النظر إلى التطور على أنه البحث عن أفضل حل لمشكلة كيفية البقاء على قيد الحياة والتكاثر من خلال توليد محاولات جديدة، واختبار أدائها، والتخلص من المحاولات المخفقة، والإبقاء على الناجحة.
يتمثل التعميم في النظرية الداروينية «الشاملة» في استبدال «الكائن الحي» بأي نمط أو ظاهرة أو نظام نعرفه. الشرط الأول إمكانية «البقاء على قيد الحياة أو الاستمرار» لفترة كافية أو «الاستنساخ» (التكرار، النسخ) لمدة كافية كي لا يختفي على الفور. يتمثل مكون الوراثة بما يلي: الاحتفاظ بالمعلومات الموجودة في النمط أو تمريرها. الشرط الثاني هو ظهور الاختلافات (تغييرات صغيرة في النمط) خلال البقاء والتكاثر. الشرط الأخير هو وجود «تفضيل» انتقائي إذ تميل بعض المتغيرات إلى البقاء على قيد الحياة أو تتكاثر بشكل «أفضل» من غيرها. إذا استُوفيت هذه الشروط، وفقًا لمنطق الاصطفاء الطبيعي، فإن النمط سيتطور إلى أشكال أكثر تكيفًا.
من الأمثلة على الأنماط التي افتُرض أنها تخضع للتنوع والاصطفاء (الانتقاء، الاختيار)، وبالتالي التكيف، الجينات والأفكار (الميمات) والنظريات والتقنيات والخلايا العصبية واتصالاتها والكلمات وبرامج الحاسوب والشركات والأجسام المضادة (الأضداد) والمؤسسات والقانون والأنظمة القضائية والحالات الكمومية وحتى الأكوان.

## التاريخ والتطور
من الناحية المفاهيمية، سبق «التنظير التطوري حول الظواهر الثقافية والاجتماعية والاقتصادية» داروين، لكنه ظل مفتقرًا إلى مفهوم الاصطفاء الطبيعي. سارع داروين مع غيره من المفكرين اللاحقين في القرن التاسع عشر مثل هربرت سبنسر وثورستين فيبلين وجيمس مارك بلدوين وويليام جيمس، إلى تطبيق فكرة الاصطفاء على مجالات أخرى، مثل اللغة وعلم النفس والمجتمع والثقافات. رغم ذلك، حُظر هذا التقليد التطوري إلى حد كبير في العلوم الاجتماعية في بداية القرن العشرين، وسبب ذلك جزئيًا السمعة السيئة للداروينية الاجتماعية، التي حاولت استخدام الداروينية لتبرير عدم المساواة الاجتماعية.